# Nicolas Marazzi
Nicolas Marazzi (13 luglio 1981) è un ex calciatore svizzero, di ruolo centrocampista.

## Carriera

### Club
Ha giocato in massima serie svizzera con la maglia dell'Yverdon nella stagione 2005-2006, ed in Europa League con la maglia del Losanna nella stagione 2010-2011.

### Nazionale
Ha disputato una decina di incontri con la selezione Under-21 svizzera, alcuni dei quali validi per la qualificazione ai campionati europei di categoria.